# ORTC-TV
ORTC-TV (dite « La voix des Comores ») est une chaîne de télévision généraliste publique comorienne.

## Histoire de la chaîne
En avril 2005, le président comorien, Azali Assoumani, profite d'une visite officielle pour demander officiellement l’aide de la France dans la mise en place d’une télévision nationale. En effet, l'union des Comores est alors le dernier pays africain à ne pas disposer d'une chaîne de télévision.
La Télévision nationale des Comores commence à émettre le 7 avril 2006 à 17 heures sur le réseau analogique hertzien grâce à l'aide matérielle et financière de la république populaire de Chine, qui finance la construction du bâtiment abritant la télévision ainsi que les équipements lourds pour un coût total de 2,675 milliards de francs comoriens (5,43 millions d’euros), et surtoût l’expertise technique de Canal France international (CFI) qui fournit également environ 80 % de programmes en français.
La TNC est officiellement inaugurée le 10 juillet par le président de l’union des Comores qui déclare aux journalistes de la TNC qu’ils détiennent un outil capable « du meilleur comme du pire », les exhortant à en faire un usage utile. En 2010, TNC est rebaptisée « ORTC-TV ».

## Programmes
Les émissions de l'ORTC-TV débutent quotidiennement à midi par l'hymne national et une lecture de versets du Coran, suivis par des séries, des documentaires, des variétés, des programmes de divertissement, des débats, des dessins animés et des émissions sportives. L'information est présente à l'antenne sous forme de journaux télévisés en français (20 heures 30, rediffusion le lendemain à 14 heures) et en comorien (21 heures 30, rediffusion le lendemain à 14 heures 30).
La grille des programmes comprend également des émissions de plateau consacrées aux jeunes (Connaître les enfants, parole aux jeunes), à la santé ou encore à la religion musulmane (Thématique du Coran, Les hadiths du Prophète).

## Diffusion
Émanation de l’office de radio et télévision des Comores, cette chaîne de format généraliste émet par voie hertzienne sur les trois îles de la Grande Comore, d’Anjouan et de Mohéli qui forment l’union des Comores, mais également par satellite en Afrique orientale sur le bouquet Canalsat Réunion).

### Diffusion et réception hors des Comores
L'ORTC-TV est recevable gratuitement en Europe de l'Ouest, via le satellite Eutelsat W2A positionné à 10 ° de longitude Est. La réception satellitaire en clair est possible en France avec une parabole de 90 cm. Le terminal satellite au standard MPEG-2 doit être syntonisé sur la fréquence 10,723 GHz, Pol V, SR 3255 et FEC 1/2.
Elle est également captable dans une partie de l'Afrique, via le satellite Eutelsat W4 à 36 ° Est. Le réglage du terminal numérique se fait sur la fréquence 12,437 GHz, Pol H, SR 23438 et FEC 3/4.
L'ORTC-TV est aussi distribuée en option au sein du Bouquet Africain de la société THEMA sur les services de télévision IP des principaux opérateurs français (Freebox TV, AliceBox et le Bouquet TV de SFR) depuis le 21 septembre 2010
Sites internet: La différence entre ortc.km et ortc.fr, c'est qu'ortc.km est l'authentique site officiel de la radio-télévision et qu'ortc.fr est le site pour les abonnés de la télévision comorienne à la télévision IP française.